# فركتانز

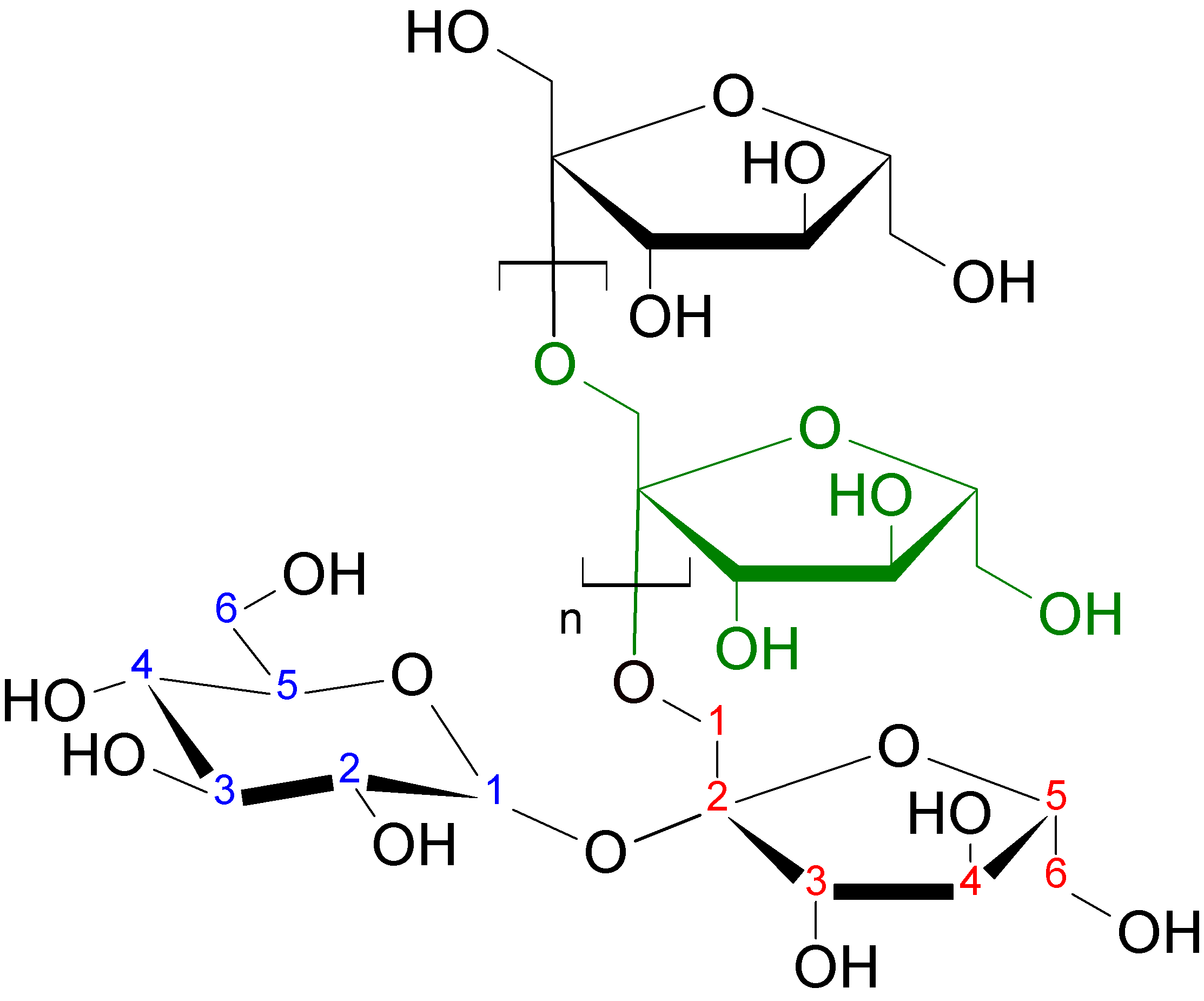

الفركتانز هو بوليمر من جزيئات الفركتوز. الفركتانز مع سلسلة قصيرة تعرف ب(فركتو أوليجو سكاريد). الأطعمة التي تحتوي على الفركتانز : مثل الصبار والخرشوف والهليون والكراث والثوم والبصل (بما في ذلك البصل الأخضر) وإجاص الأرض واللفت المكسيكي والقمح.
في علف الحيوانات، الفركتانز تظهر في العشب، والذي يترتب عليه آثار على تغذية الخيول وغيرها من الخيليات